# ديفيد نافارو
ديفيد نافارو بيدروس (بالإسبانية: David Navarro)‏، من مواليد 25 مايو 1980 في ساغونتو في إسبانيا، لاعب كرة قدم إسباني.
بدأ مسيرته الكروية مع نادي فالنسيا في عام 2001، وهو يلعب لهم حتى الآن.

## روابط خارجية
- ديفيد نافارو على موقع الاتحاد الأوربي (الإنجليزية)
- ديفيد نافارو على موقع قاعدة بيانات كرة القدم.إي يو (الإنجليزية)
- ديفيد نافارو على موقع Soccerbase.com (لاعب) (الإنجليزية)
- ديفيد نافارو على موقع Soccerway.com (الإنجليزية)
- ديفيد نافارو على موقع عالم كرة القدم.نت (الإنجليزية)
- ديفيد نافارو على موقع AS.com (الإسبانية)